# Бокарева, Лилия Нестеровна
Лилия Нестеровна Бокарева (13 июня 1926, Усть-Караболка — 5 апреля 2025, Челябинск) — советская и российская театральная актриса. Заслуженная артистка РСФСР (1985).

## Биография
Родилась 13 июня 1926 года в деревне Усть-Караболка Уральской области Советского Союза.
В 1949 году окончила Уральский государственный театральный институт. После окончания вуза, Бокарева поступила в Свердловский областной музыкально-драматический театр, которому прослужила с 1949 (1950)  года по 1958 год. Позже стала артисткой в Драматическом театре Балтийского флота (1958–1959) и в Государственном русском драматическом театре Эстонской ССР (1959–1961). Последним театральным заведением стал Челябинский академический театр драмы имени Наума Орлова, которому начала служить с 1961 года. В нём Бокарева прослужила свыше пятидесяти лет. За свою театральную деятельность в различных театрах, исполнила сотни разнообразных ролей.
Много лет возглавляла профком и порторганизацию КПСС театра. Также преподавала сценическую речь диктором Челябинских студий телевидения и радио, гримёрное искусство – студентам ЧГИИК и колледжа культуры.
Скончалась 5 апреля 2025 года на 99-м году жизни в Челябинске.

## Звания и награды
- Заслуженный артист РСФСР (1985)[5].
- Лауреат Челябинского областного фестиваля «Сцена-2005» в номинации «За честь и достоинство» (2005)[5].

## Издательства
- Соколова, Р. П. Бокарева Лилия Нестеровна / Р. П. Соколова // Челябинская область : энциклопедия : в 7 т. / редколлегия: К. Н. Бочкарев (главный редактор) [и др.]. — Челябинск : Каменный пояс, 2008. — Т. 1. — С. 442.